# Every Move She Makes
Every Move She Makes – australijski film dramatyczny z 1984 roku. Reżyserem filmu jest Catherine Millar - był to jej debiut reżyserski. Scenariusz powstał na podstawie powieści Anne Whitehead, pod tym samym tytułem.

## Fabuła
Nieśmiała młoda dziewczyna Alison przyjmuje się do pracy jako programistka komputerowa. Dziewczyna wpadła w oko Matthew. Chłopak zaprasza ją na randkę. Bardziej z uprzejmości niż ze swojej woli Alison zgadza się - obiecując sobie, że będzie to pierwsza, a zarazem ostatnie randka. Jednak okazuje się, że od tego spotkania jej życie stało się koszmarem. Matthew jest przekonany, że on i Alison są dla siebie stworzeni. Nie daje jej spokoju zarówno w dzień jak i w nocy. Okupuje jej prywatność. Nachodzi ją w pracy. Z upływem czasu staje się coraz bardziej niebezpieczny. Ma na punkcie dziewczyny obsesję. 
Alison potrzebuje pomocy. Czy pomoc nadejdzie i czy odpowiednio szybko? Alison grozi śmiertelne niebezpieczeństwo.

## Obsada
- Julie Nihill - Alison Berger
- Doug Bowles - Matthew Pitt
- Pepe Trevor - Jackie
- James Laurie - Andrew
- Bruce Myles - obrońca
- Victor Kazan - oskarżyciel
- Bruce Knappet - Berger
- Ross Williams - przełożony Alison
- Roderick Williams - sierżant McCechnie
- Shane Connor - Tony